# Der Musterschüler (1998)
Der Musterschüler (Originaltitel: Apt Pupil) ist ein Thriller des Regisseurs Bryan Singer aus dem Jahr 1998. Der Film basiert auf der gleichnamigen Novelle von Stephen King, die von der krankhaften Freundschaft zwischen einem Teenager und einem flüchtigen nationalsozialistischen Kriegsverbrecher handelt.

## Handlung
In Los Angeles enttarnt Todd, ein Teenager mit fundierten Kenntnissen in deutscher Geschichte, einen Ex-SS-Mann und KZ-Aufseher, der ein zurückgezogenes Leben als angeblich ukrainischer Einwanderer führt. Er droht Kurt Dussander, der jetzt unter dem Namen Arthur Denker lebt, an die Polizei auszuliefern, sofern dieser nicht detailliert seine grausamen Taten in den Konzentrationslagern schildert. Mit diesen Geschichten will Todd seine eigenen unterschwelligen Macht- und Gewaltphantasien befriedigen. Er erleidet davon jedoch Alpträume und Visionen, in denen er sich selbst als Opfer in einer Gaskammer sieht. Gleichzeitig findet er Geschmack am faschistoiden Machtgebaren. So besorgt er eine SS-Uniform und zwingt den alten Mann, mit dieser Uniform vor ihm zu exerzieren.
Im Laufe der Zeit entwickelt sich zwischen Todd und Denker eine Art komplizierte Beziehung wechselseitiger Macht- und Schamgefühle. Zunächst zwingt Todd Denker, durch die Drohung ihn bei der Polizei anzuzeigen, zum Erzählen. Später versucht Todd zeitweise, seinen Fehler wieder rückgängig zu machen, aber Denker erklärt ihm, dass es jetzt kein Zurück mehr gebe. Denker behauptet, er habe seinerseits ein belastendes Dossier über Todd erstellt, denn wer einen nationalsozialistischen Verbrecher decke, stehe genauso in der öffentlichen Verachtung wie der Verbrecher selbst.
Darüber hinaus suggeriert Denker dem jüngeren Todd, dass dieser die Voraussetzungen für einen SS-Mann noch nicht erfülle. Hierzu gehöre die Lust am Töten von Menschen, welche die absolute Machtdarstellung sei. Auf diese Weise motiviert Denker den Teenager dazu, einen Obdachlosen zu erschlagen. Zuvor fanden sowohl Denker als auch Todd heimliches Vergnügen an Tierquälerei.
Die wechselhafte Beziehung endet, als Denker mit einem Herzinfarkt ins Krankenhaus eingeliefert wird, wo sein Bettnachbar, ein KZ-Überlebender, sein Gesicht erkennt. Denker begeht daraufhin Selbstmord. Im nachfolgenden Medienrummel wird vom FBI auch gegen Todd ermittelt, dem jedoch kein Vergehen nachgewiesen werden kann. Fortan gilt er als unschuldig und führt mit seinem dunklen Geheimnis – wie zuvor Dussander – eine bürgerliche Existenz.

## Abweichung von der Novelle
Der Film weicht insbesondere am Ende entscheidend von der Novelle ab. Während bei King am Ende der Junge demaskiert wird, kommt er in dem Film davon und kann trotz der von ihm begangenen Straftaten und moralischen Verdorbenheit den Schein des guten Schülers, der alle amerikanischen Werte verkörpert, aufrechterhalten.

## Kritiken
„Verfilmung der gleichnamigen Novelle von Stephen King, die weit hinter der Radikalität und Sprengkraft der Vorlage zurückbleibt, vor allem weil sie den skrupellos mordenden Musterschüler zu einem lediglich fiesen Charakter verniedlicht. In Erinnerung bleiben nur die hervorragenden schauspielerischen Leistungen der beiden Hauptdarsteller.“

„Vor allem dank der starken Leistung von Ian McKellen als alter Nazi-Scherge ist Regisseur Bryan Singer nach Die üblichen Verdächtigen erneut ein faszinierendes Werk gelungen. Dabei setzt er weniger - wie man bei einer Stephen[-]King-Verfilmung vermuten könnte - auf Horrorelemente als auf eine genaue Charakterzeichnung. Das Ganze ist äußerst unkonventionell inszeniert, doch einige geschmacklose Szenen dürften bei dem einen oder anderen ein unwohles Gefühl erzeugen.“

## Auszeichnungen
- Der Film gewann 1999 zwei Saturn Awards in den Kategorien Best Horror Film und Best Supporting Actor. In drei weiteren Kategorien wurde der Film nominiert.